# Eat Lead: The Return of Matt Hazard
Eat Lead: The Return of Matt Hazard (en castellano Come plomo: El retorno de Matt Hazard) es un videojuego de disparos en tercera persona disponible para las consolas Xbox 360 y PlayStation 3. El juego fue desarrollado por Vicious Cycle Software y publicado por D3 Publisher.
En este videojuego, el jugador maneja a Matt Hazard, un "legendario" héroe de videojuegos que vuelve a la actualidad en un nuevo título 25 años después de su primera aparición y 6 años después de su última aventura. En realidad, Eat Lead es el primer videojuego en el que aparece Matt Hazard, con una historia escrita por los guionistas de D3 Publisher en una crónica acerca de la subida de popularidad de un personaje y su posterior declive a causa de la sobreexplotación. The Return of Matt Hazard hace alusión al "regreso" ficticio de Matt all mundo de los videojuegos. En la versión original, Matt Hazard es interpretado por el actor Will Arnett, mientras que Neil Patrick Harris interpreta a Wallace "Wally" Wellesley, el villano de la historia. El juego en sí es una continua parodia de los clichés que imperan en los videojuegos de acción.
El reparto de Eat Lead recibió una nominación en la edición de los Spike Video Game Awards del 2009, en la categoría de "Mejor reparto".

## Sistema de juego
Eat Lead es un videojuego de disparos en tercera persona en el que el jugador toma el papel del satírico personaje de videojuegos Matt Hazard. La cámara adopta un punto de vista sobre el hombro haciendo hincapié en un sistema de coberturas con las paredes y otros objetos del entorno, de una forma similar a la serie Gears of War. La gran mayoría de zonas del juego ofrecen sólo cobertura temporal al recibir una cierta cantidad de daño, momento en que se produce un Glitch y desaparece del juego dejando a un desgarro en el nivel. Mientras se encuentra a cubierto, Matt puede apuntar y avanzar automáticamente hacia otra cobertura, sin necesidad que el jugador lo haga manualmente.
Matt sólo puede llevar dos armas equipadas a la vez de entre un arsenal en constante cambio, debido a la manipulación repetida en los escenarios y el nivel de conmutación de la partida. Mientras el juego avanza, el jugador puede conseguir diversas mejoras que se pueden aplicar para bonificaciones temporales como disparar proyectiles que pueden congelar a los enemigos. Estas actualizaciones pueden ser utilizadas de nuevo después de rellenar un medidor específico al derrotar a varios enemigos. Si el jugador se encuentra lo suficientemente cerca de un enemigo, puede propinar una serie de golpes cuerpo a cuerpo.
Algunos encuentros con jefes cambian el sistema de juego a una cinemática interactiva en la que Matt debe esquivar y contraatacar los golpes del jefe mediante el sistema QTE, que requiere pulsar ciertos botones que aparecen en pantalla.

## Personajes
- Matt Hazard: Es el protagonista del juego. Matt fue una estrella de los videojuegos en los años 80 y 90, pero su fama se vino abajo por la sobreexplotación en el mercado de sus juegos, hasta el punto que su serie fue cancelada. Seis años después de su último videojuego, Matt vuelve en un nuevo videojuego en 3D. Mientras avanza en el primer nivel, es rescatado en un momento crítico por Q.A. y le explica que quieren matarle. A partir de aquí, Matt se adentra más en el videojuego para descubrir quien le quiere matar y porque. El personaje de Matt es todo un cúmulo de clichés y parodias de protagonistas de videojuegos de acción clásicos y modernos, pero en especial recuerda mucho a Duke Nukem.
- Q.A.: Algún miembro del equipo de desarrollo de Marathon Megasoft conoce los planes de su presidente para matar a Matt Hazard en su nuevo videojuego. Para evitarlo, se crea un avatar y se introduce dentro del juego para ayudar a Matt a salir con vida. Responde a las iniciales "Q.A.", tiene apariencia y voz femeninas, y se presenta ante Matt de manera holográfica, en alusión al personaje de Cortana de la serie Halo.
- Wallace "Wally" Wellesley: Es el presidente ejecutivo de Marathon Megasoft, la empresa desarrolladora de los juegos de Matt Hazard. Decide regresar al personaje de Matt Hazard en un nuevo videojuego con la intención de matarle y eliminarle para siempre, debido a que cuando era niño era capaz de terminarse todos los videojuegos del mercado excepto los de Matt Hazard.
- Dexter Dare: En el pasado fue el compañero de Matt en una serie de videojuegos de acción y espionaje titulados Murder Force. Terminó harto de ser siempre el secundario gracioso y ahora quiere eliminarle. Se les conocía como "Matt & Dexter", en una clara alusión al videojuego Jak & Daxter cuyo protagonista secundario, Daxter, también es el secundario gracioso.
- Sting Sniperscope: Es el némesis de Matt, un intrépido soldado de élite que quiere matarle para ser el protagonista de sus juegos. Es una parodia de Arnold Schwarzenegger.
- Altus Stratus: Uno de los jefes finales del juego. Es una parodia exagerada de los tópicos de los protagonistas de videojuegos de rol japoneses. No tiene voz y habla mediante cuadros de texto. Su nombre es una parodia de Cloud Strife, protagonista de Final Fantasy VII.
- Master Chief: Es un maestro de cocina espacial que, sin saber como, aparece en el videojuego de Matt. Afortunadamente, este consigue rescatarle. Es una parodia de Master Chief de la serie Halo.
- Capitán Carpintero: Un carpintero vestido con un mono de trabajo azul, gorra a juego, y lleva tablas de madera a la espalda. Es una parodia de Mario de la serie de videojuegos Super Mario Bros..

## Desarrollo
En septiembre del año 2008, aparecieron dos sitios web: el blog, "The Real Matt Hazard" ("El auténtico Matt Hazard") y el sitio web "Weapons of Matt Destruction" (juego de palabras con el nombre de "Matt" con "Mass"). Sirvieron como campaña de marketing viral para promocionar el juego. Cada uno de estos sitios web mostraron a Matt Hazard y sus diferentes videojuegos como las principales influencias que han dado forma a los videojuegos que vemos hoy en día. Por ejemplo, una entrada de blog identificaba el primer videojuego arcade de Matt Hazard de 1983 titulado The Adventures of Matt in Hazard Land como el primer videojuego original de 8 bits de avance lateral. También explicaba la historia de la desarrolladora ficticia de los juegos de Hazard, Marathon Software. Matt Hazard fue "resucitado" por D3 Publisher cuando anunció el videojuego más reciente en la serie de Matt Hazard, Eat Lead.
El 3 de octubre de 2008, Eat Lead fue anunciado oficialmente, junto con un tercer sitio web de Matt Hazard, Matt Hazard: The unnofficialy OFICIAL guide to the world's greatest game hero ever created!!! (¡¡Matt Hazard: La guía OFICIAL no-oficial sobre el más grande héroe de los videojuegos jamás creado!!). El sitio detallaba la historia de los diez juegos más importantes de Hazard, todos los cuales se centraban en un género de juego diferente o parodia de otros juegos similares de la época.
Un tráiler fue lanzado para Eat Lead junto con el anuncio. En el tráiler, un Hazard moderno aparecía sentado en una entrevista (con la colaboración de Jim Forbes como la voz en off del entrevistador) en la que Hazard y otros personajes (todos ellos clichés personificados, como el "chico malo de la vieja escuela" y la "chica caliente obligatoria") recordaban tiempos pasados y como la fama de Hazard aumentó muchísimo, tanto como su número de polígonos y píxeles, hasta su decadencia, cuando fue puesto en "juegos para niños". El tráiler terminaba con Matt indicando que él no se rendía tan fácilmente y que estaba haciendo una reaparición.
Game Informer confirmó a Will Arnett como la voz para Matt Hazard, mientras que Neil Patrick Harris interpretaría a Wallace "Wally" Wellesley, el malvado de la historia.

## Parodias
El juego incluye muchísimas parodias en sus diálogos, escenarios y personajes. Estas parodias de videojuegos de acción y otros géneros es ayudado, en gran medida, por el hecho de que Matt Hazard casi continuamente rompe la cuarta pared. Las parodias incluyen referencias a los extensos tiempos de carga entre niveles, lo tedioso que puede llegar a ser el desplazamiento de texto en los juegos de rol, los tutoriales obligatorios, así como referencias directas y en ocasiones explícitas a otros videojuegos, personajes e incluso celebridades de la cultura popular como Super Mario Bros., Duke Nukem, Dungeons & Dragons, Bugs Bunny, World of Warcraft, Master Chief y Cortana de la serie Halo, Wolfenstein 3D, John McClane de Die Hard, Cloud Strife de Final Fantasy VII, Red Steel, Mortal Kombat, Arnold Schwarzenegger, Resident Evil, Metal Gear Solid, el Código Konami, entre otros muchos más.

## Continuación
En 2010 fue puesto a la venta una segunda parte, Matt Hazard: Blood Bath and Beyond, sólo para el sistema de descargas de PlayStation Network y Xbox Live Arcade.